# Rüdiger Schwarz
Rüdiger Schwarz es un jinete alemán que compitió en la modalidad de concurso completo.
Ganó una medalla de plata en el Campeonato Mundial de Concurso Completo de 1982 y una medalla de bronce en el Campeonato Europeo de Concurso Completo de 1979.

## Palmarés internacional
| Campeonato Mundial | Campeonato Mundial | Campeonato Mundial | Campeonato Mundial |
| Año                | Lugar              | Medalla            | Categoría          |
| ------------------ | ------------------ | ------------------ | ------------------ |
| 1982               | Luhmühlen (RFA)    | Medalla de plata   | Por equipos        |
| Campeonato Europeo |                    |                    |                    |
| Año                | Lugar              | Medalla            | Categoría          |
| 1979               | Luhmühlen (RFA)    | Medalla de bronce  | Individual         |